# Dagshög
Der meernahe Dagshög (auch Dagshøj – RAÄ-Nr. Västra Karup 136:1) ist Schonens größter Grabhügel. Er liegt südlich von Torekov in der Gemeinde Båstad in Schweden. 

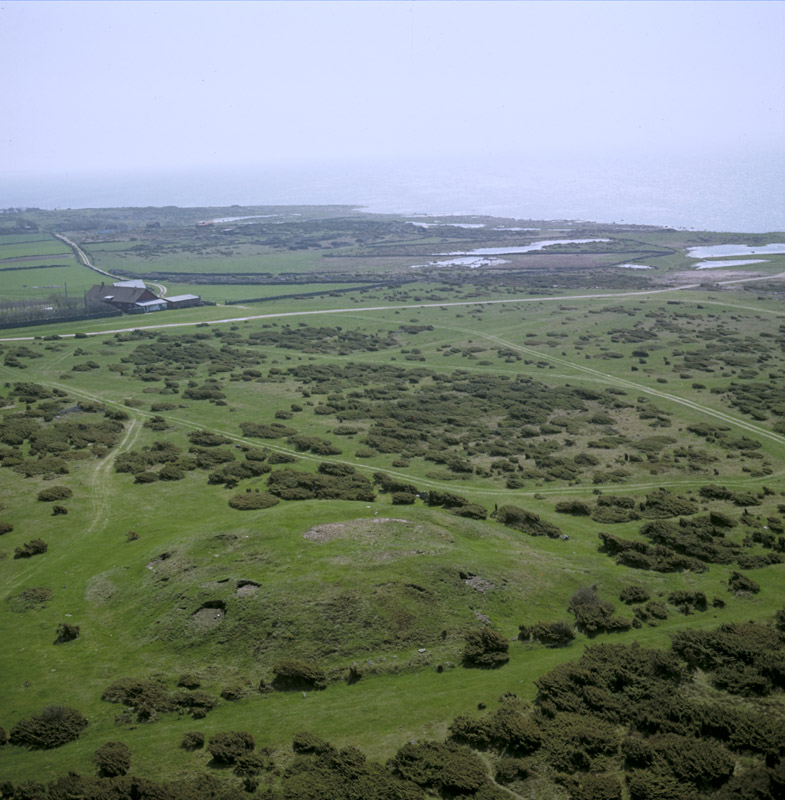
Der Dagshög im Vordergrund

Der oben abgeplattete knapp 5,0 Meter hohe Grabhügel hat etwa 42,0 m Durchmesser. Es wird angenommen, dass er in der Bronzezeit entstand. Aufgrund seiner Größe dominiert der Dagshög die umgebende Küstenlinie. Die Lage auf der Halbinsel Bjäre ist gut gewählt um vom Meer aus gesehen zu werden. Die Weiden des Gebiets, die Teil des Naturschutzgebiets von Bjärekusten sind, spiegeln einen älteren Landschaftstyp wider, der früher für große Teile der Halbinsel Bjäre typisch war.
Der Hügel wurde nie ausgegraben. An mehreren Stellen finden sich Gruben im Hügelmantel. Während des Zweiten Weltkriegs wurde auf dem Hügel eine Beobachtungsstelle aufgebaut. Sie wurde 1956 aufgegeben und der Grabhügel wurde wiederhergestellt.

## Legende
Nach einer alten Legende liegt hier der schonische König Dag (Dag der Weise) begrabenen. Er soll in einer Schlacht gegen die Truppen von Halland, Blekinge und die des Königs von Uppsala gefallen sein. Der Legende fehlt es jedoch an Authentizität. 